# Gieorgij Moisiejew
Gieorgij Mitrofanowicz Mojsiejew, ros. Георгий Митрофанович Моисеев (ur. 27 sierpnia 1924 w Wołkowysku, zm. 21 marca 2013 w Ottawie) – rosyjski działacz emigracyjny, pisarz i publicysta, architekt, członek Sondesrstab „R”, a następnie oficer łącznikowy w niemieckich szkołach kawaleryjskich i kozackich oddziałach wojskowych w służbie Wehrmachtu podczas II wojny światowej
Od 1933 r. uczył się w gimnazjum w Grodnie. Jesienią 1939 r., po ataku na Polskę wojsk niemieckich, a następnie sowieckich, przedostał się na Litwę. Kontynuował naukę w gimnazjum puszkińskim w Wilnie. W przeddzień wkroczenia na Litwę Armii Czerwonej latem 1940 r., wyjechał do niemieckich Prus Wschodnich. Po ataku wojsk niemieckich na ZSRR 22 czerwca 1941 r., uczestniczył w formowaniu kozackich oddziałów wojskowych w służbie Wehrmachtu. W 1942 r. w okupowanej Warszawie wstąpił do nowo powołanego Sonderstab „R” gen. Borisa A. Smysłowskiego. Otrzymał stopień starszyny wojskowego. W tym samym roku został oficerem łącznikowym w elitarnych szkołach kawaleryjskich Wehrmachtu i kozackich oddziałach wojskowych. Wypełniał zadania specjalne na tyłach Armii Czerwonej. W 1944 r. ewakuował się do okupowanej Pragi, zaś stamtąd do Monachium. Po zakończeniu wojny rozpoczął naukę na wydziale architektury monachijskiego uniwersytetu UNRRA. Po jej ukończeniu w 1949 r., wyemigrował do Australii. Pracował jako architekt. Specjalizował się w planowaniu szpitali i instytucji medycznych. W 1950 r. w Adelajdzie stworzył klub młodzieży rosyjskiej. Był starszym członkiem stowarzyszeń architektów w Australii i Wielkiej Brytanii. W 1967 r. wyjechał do Kanady. Pełnił funkcję konsultanta w Arabii Saudyjskiej. Od 1983 r. był konsultantem do spraw budowy szpitali w firmie w Düsseldorfie. W latach 1984–1987 przewodniczył kanadyjskiemu oddziałowi Rosyjskiego Związku Ogólnowojskowego (ROWS). Podczas pobytu na emigracji pisał liczne artykuły do rosyjskich pism emigracyjnych. Wchodził w skład kierownictwo Rosyjskiego Związku Imperialnego – Order. Działał w Stowarzyszeniu lejbgwardii Pułku Atamańskiego. Od 1990 r. jego artykuły ukazywały się w pismach rosyjskich. W tym samym roku zaczął wydawać pismo „Белый листок”, stanowiące przegląd wydarzeń narodowo-patriotycznych w Rosji. Otrzymał stopień pułkownika Wojska Dońskiego. Był członkiem Stowarzyszenia Dziennikarzy Kozaczestwa w Rosji. W latach 2003–2006 pełnił funkcję sekretarza generalnego Rosyjskiego Związku Imperialnego – Order. W 2005 r. napisał trylogię pt. "Страницы жизни. Полуроман-полубыль. 1939-1943".